# Congresso di Gela
Il Congresso di Gela si tenne nel 424 a.C. per trovare un accordo di pace tra le città siceliote e mettere fine alla guerra di Leontini (prima spedizione ateniese in Sicilia). La città di Gela fu scelta e per la sua posizione baricentrica e per la sua importanza politica, militare, economica e culturale. Al congresso parteciparono anche i delegati dei Siculi e dei Sicani.
Nel corso del congresso, i Sicelioti presero coscienza del fatto che l'intervento militare di Atene, in quel periodo dominata dalla figura del demagogo Cleone, popolare dopo la battaglia di Sfacteria, non era informato da reale solidarietà nei confronti delle città ioniche di Sicilia. Come scrive Tucidide (3, 86):
Celeberrimo è il discorso tenuto durante il Congresso da Ermocrate, il quale dibatté sull'importanza dell'unione e della pace fra le città della Sicilia e sull'indipendenza della Sicilia rispetto alla minaccia greca. 
(Tucidide, La guerra del Peloponneso - IV 64)
La linea di Ermocrate fu accolta dai Sicelioti e Atene perse momentaneamente l'alleanza con i Calcidesi di Sicilia.